# Cocytius rivularis
Cocytius rivularis är en fjärilsart som beskrevs av Druce 1881. Cocytius rivularis ingår i släktet Cocytius och familjen svärmare. Inga underarter finns listade i Catalogue of Life.